# Caroline Delas
Pour les articles homonymes, voir Delas.
Caroline Delas, née le 27 février 1980  à Langon, est une rameuse française.

## Palmarès
- 2002 : 6e en deux de couple au Championnat du Monde à Séville (Espagne) ;
- 2004: finaliste 7ème en deux de couple aux Jeux Olympiques à Athènes (Grèce);
- 2005 : 1re en quatre de pointe sans barreur au Championnat de France à Mantes-la-Jolie (Yvelines) ;
- 2006 : 1re en deux de pointe sans barreur au Championnat de France à Cazaubon (Gers) ;
- 2006 : 1re en huit de pointe avec barreur à la Régate internationale de Duisbourg (Allemagne) ;
- 2008 : 1re en deux de couple au Championnat de France à Mantes-la-Jolie ;
- 2010 : championne de France en skiff à Cazaubon.